# Torrazzetta
Torrazzetta è una frazione del comune di Borgo Priolo, si trova nella parte nord-ovest del comune e dista 4,56 km dal centro di Borgo Priolo. Situata a 130/140 m s.l.m..

## Geografia fisica
Torrazzetta confina a nord con la frazione di Rivazza e con il comune di Montebello della Battaglia; a est con la frazione di Cappelletta; a sud confina con la frazione di Olesi e a ovest con il comune di Torrazza Coste.
All'interno di questa frazione scorre il torrente Schizzola, affluente del Coppa.
La frazione ha cinque località: Frazione Torrazzetta (il centro della frazione), località Torrazzetta (o Strada dei muri), località Osteria, località Barco e infine località Persa (questa località è pressoché disabitata), i 2 punti più alti.
La collina boscosa del Barco che in questa frazione raggiunge i 315 m, la vetta più alta del Barco si trova nella frazione di Olesi e raggiunge i 380 m. Il punto più basso della frazione Torrazzetta si trova a Località Osteria in prossimità del torrente Schizzola, l'altezza di questa zona è di 113 m sul livello 
del mare.
La frazione di Torrazzetta conta una superficie di 2,35 km².

## Monumenti e luoghi di interesse
In questa frazione è presente la villa-castello di Torrazzetta, una dimora storica che in passato è stata residenza di famiglie nobiliari, in particolare dei Serra che vi hanno dimorato fino alla metà del secolo scorso. Fu visitata da Napoleone III nel 1859.
Il complesso edificato consiste in una costruzione principale, rappresentata da una torre quadrangolare, con sezioni di notevole spessore alla quale si appoggiano la cappella gentilizia, di costruzione seicentesca e la villa padronale la cui edificazione venne ultimata nella seconda metà dell'Ottocento. A completamento, vi sono due fabbricati accessori. La Villa-Castello è oggi di proprietà della Fondazione don Niso Dallavalle che la utilizza sia per convegni e cerimonie (edificio storico) sia per attività religiose e spirituali.

## Economia
Questa frazione è una delle più sviluppate economicamente del comune. Il settore più sviluppato è il terziario (come nelle frazioni di Cappelletta e Rivazza). Sono mediamente sviluppati anche il settore primario e secondario.